# Зандан куле
Зандан куле или Зандан кула (на македонска литературна норма: Зандан куле, Зандан кула) е османска жилищно-отбранителна кула в град Битоля, Северна Македония.
Разположена е в югозападния дял на Битоля, в двора на основното училище „Стив Наумов“. Изградена е в XVII век от мюфтията на Битоля от 1628/29 година Хаджи Махмуд ефенди като отбранително съоръжение на къщата в двора на чифлика му.
Изградена е от грубо одялан камък. В арките над прозорците, над входа и на стрехата са използвани тухли. Кулата е с малки размери. Има квадратна основа и вход на височина от 2 m. Влиза се само с помощта на подвижна стълба. Стените са дебели над 1 m. Висока е 11 m.
Интериорът е разделен на 5 нива. Мазето няма отвори, освен за вентилация, и се е използвало за склад за храни. Приземието има малък прозорец с двойна желязна решетка. На него са живеели жените и там се е приготвяла храната – има единствено отворено огнище. Следва висок 90 cm мецанин с отвори за вентилация, използван вероятно за склад за оръжие. Етажът над него е единственият измазан. Има 2 големи прозореца с двойни железни решетки, комин и 2 изхода за водата от тоалетната и мивката. На него са живеели мъжете. Над него има етаж за отбрана с бойници. Етажите се свързват с тясна дървена стълба.
В кулата е съхранявана библиотеката на Хаджи Махмуд ефенди, който е високо образован теолог. В 1863/1864 година валията Хюсеин Хюсню паша я задига, след като напуска Битоля.
Въпреки името си Зандан, което на турски означава затвор, кулата не е използвана като затвор, тъй като е била частна собственост до 1932/1933 година, когато парцелът с нея е продаден на училищно настоятелство за построяване на училище. Името ѝ може би идва от Зиндаджи джамия, разположена на 100 m, или защото вътрешността ѝ е много тъмна.
Според легендата патронът на кулата, който принадлежал към дервишкия орден накшбандия, след като постигнал духовно съвършенство, една нощ изчезнал телесно, а след него останала само дервишката му роба, известна като хърка. Името се видоизменя и кулата е известна и като Кърка Баба. Дрехата му е пазена в кулата като реликва дълго време и се смятало, че има лечителски свойства. На мястото до кулата, от което бил изчезнал светецът, имало извор и там хора от всички вероизповедания палели свещи.